# Dietrich Franke (Jurist)
Dietrich Franke (* 9. Juni 1943 in Brotterode; † 26. Juni 2012 in Berlin) war ein deutscher Jurist und ehemaliger Richter am Bundesverwaltungsgericht.

## Werdegang
Franke studierte Rechtswissenschaften an den Universitäten Bonn, Berlin und Lausanne. Nach der Ersten Juristischen Staatsprüfung 1967 ging er für ein Masterstudium an die Harvard Law School, das er erfolgreich mit dem Grad Master of Laws abschloss. Nach der Zweiten Juristischen Staatsprüfung 1972 war Franke als wissenschaftliche Hilfskraft an der Rechts- und Staatswissenschaftlichen Fakultät und beim Institut für Völkerrecht der Universität Bonn und als Rechtsanwalt tätig. 1978 wurde er zum Dr. iur. promoviert. 
Im gleichen Jahr trat er in den höheren Justizdienst des Landes Nordrhein-Westfalen ein, wo er zunächst am Verwaltungsgericht Arnsberg tätig war. 1984 bis 1989 war Franke wissenschaftlicher Mitarbeiter beim Bundesverfassungsgericht. Im Oktober 1989 wurde er zum Richter am Oberverwaltungsgericht für das Land Nordrhein-Westfalen ernannt. Nach der Wiedervereinigung war Franke am Bezirksgericht Potsdam und im Ministerium der Justiz des Landes Brandenburg tätig. Nach der Ernennung zum Vorsitzenden Richter am Oberverwaltungsgericht 1993 wurde er 1995 zum Richter am Bundesverwaltungsgericht ernannt. Dort wurde er dem 5. Revisionssenat zugewiesen, der unter anderem für das Fürsorgerecht, das Schwerbehinderten-, Jugendhilfe- und Jugendschutzrecht, die Ausbildungs-, Graduierten- und Berufsbildungsförderung, das Vertriebenen-, das Staatsangehörigkeits- sowie das Entschädigungs- und Ausgleichsleistungsrecht zuständig ist. Franke war zudem gewähltes Mitglied des Präsidialrates.
Ende Juni 2008 trat Franke altersbedingt in den Ruhestand.

## Veröffentlichungen

### Schriften
- Mitherausgeber: Handbuch der Verfassung des Landes Brandenburg. Boorberg, Stuttgart [u. a.] 1994, ISBN 3-415-01993-4.